# Episodi di Falling Skies (prima stagione)
La prima stagione della serie televisiva Falling Skies, composta da dieci episodi, è stata trasmessa in prima visione negli Stati Uniti d'America dal canale via cavo TNT dal 19 giugno al 7 agosto 2011.
In Italia, la stagione è stata trasmessa in prima visione dal canale satellitare su Fox dal 5 luglio al 3 ottobre 2011, mentre in chiaro è stata trasmessa da Cielo dal 7 maggio 2012.

Logo della serie televisiva

| nº | Titolo originale   | Titolo italiano         | Prima TV USA   | Prima TV Italia   |
| -- | ------------------ | ----------------------- | -------------- | ----------------- |
| 1  | Live and Learn     | Vivi e impara           | 19 giugno 2011 | 5 luglio 2011     |
| 2  | The Armory         | L'armeria               | 19 giugno 2011 | 5 luglio 2011     |
| 3  | Prisoner of War    | Prigioniero di guerra   | 26 giugno 2011 | 12 luglio 2011    |
| 4  | Grace              | Risveglio               | 3 luglio 2011  | 19 luglio 2011    |
| 5  | Silent Kill        | Una morte annunciata    | 10 luglio 2011 | 26 luglio 2011    |
| 6  | Sanctuary (Part 1) | Il santuario (1ª parte) | 17 luglio 2011 | 5 settembre 2011  |
| 7  | Sanctuary (Part 2) | Il santuario (2ª parte) | 24 luglio 2011 | 12 settembre 2011 |
| 8  | What Hides Beneath | Cosa si nasconde sotto  | 31 luglio 2011 | 19 settembre 2011 |
| 9  | Mutiny             | L'ammutinamento         | 7 agosto 2011  | 26 settembre 2011 |
| 10 | Eight Hours        | Otto ore                | 7 agosto 2011  | 3 ottobre 2011    |

## Vivi e impara
- Titolo originale: Live and Learn
- Diretto da: Carl Franklin
- Scritto da: Robert Rodat

### Trama
Un'improvvisa invasione aliena ha sterminato il 90% degli umani costringendo i sopravvissuti ad adattarsi al meglio per sopravvivere. L'ormai ex professore di storia Tom Mason si ritrova arruolato con uno dei suoi figli, Hal, sotto il comando del Capitano Weaver, un ex militare ora a capo della Seconda Massachusetts. Inoltre Tom deve cercare di proteggere il suo figlio più piccolo, Matt, e al contempo cercare l'altro figlio, Ben, rapito dagli alieni durante le fasi iniziali dell'invasione. Tom viene mandato dal comandante in missione con la sua squadra per cercare del cibo per la loro comunità. Durante la spedizione, Tom combatte contro gli Skitter, alieni a sei zampe, e con i Mech, macchine aliene bipedi comandate dagli skitter. Dopo lo scontro Tom e Hal vedono Ben che, con altri ragazzi resi schiavi dagli alieni per mezzo di un impianto collegato alla spina dorsale, segue un Mech. Tornati al campo informano Weaver di quello che hanno visto, mossi dall'amore per il fratello/figlio i due vorrebbero andare a prenderlo ma il comandante li blocca per evitare che rischino la loro vita, dando loro nuovi ordini a cui subordina il salvataggio del ragazzo.
- Guest star: Bruce Gray (Zio Scott), Dale Dye (Colonnello Jim Porter), Martin Roach (Mike).

## L'armeria
- Titolo originale: The Armory
- Diretto da: Greg Beeman
- Scritto da: Graham Yost

### Trama
Visto lo scarseggiare di munizioni, il Capitano Weaver invia il gruppo di Tom in spedizione all'armeria e, dopo un iniziale fallimento, la seconda spedizione va per il meglio, vengono evitati i Mech posti a difesa dell'edificio e gli uomini riescono a entrare. Una volta dentro, mentre la squadra sta facendo scorta di munizioni, vengono attaccati da altri umani. Presi in ostaggio dagli sciacalli, il loro capo, Pope, rimanda Hal alla base per informare Weaver dell'accaduto e provare a rimediare da loro armi, cibo e mezzi di trasporto in cambio degli ostaggi catturati. Rimasto insieme all'uomo, Tom scopre che quest'ultimo ha ucciso da solo uno Skitter e, dopo essersi fatto dire come, con l'aiuto sia della dottoressa Anne Glass che di Maggie, un'ex-alleata di Pope passata con la Resistenza, Tom e gli altri riescono a fuggire e a riunirsi al gruppo dove, grazie a Weaver e al repentino intervento degli alieni, riescono a catturare Pope. Conclusa la nuova missione, Weaver concede a Tom di andare a cercare suo figlio Ben.
- Guest star: Bruce Gray (Zio Scott), Dale Dye (Colonnello Jim Porter), Martin Roach (Mike).

## Prigioniero di guerra
- Titolo originale: Prisoner of War
- Diretto da: Greg Beeman
- Scritto da: Fred Golan

### Trama
Mentre Tom si reca insieme al suo gruppo a cercare Ben in ospedale, al campo arriva il dottor Michael Harris, vecchia conoscenza di Tom che sostiene di aver trovato il modo di salvare tutti i ragazzi resi schiavi togliendo in modo sicuro lo strano impianto. Intanto Tom è arrivato al campo dove sono tenuti i ragazzi ma qualcosa va storto e Mike, altro uomo del gruppo, appena vede suo figlio Ricky segue il suo istinto e recupera il ragazzo facendo scoprire gli altri e costringendo tutti alla ritirata. Gli alieni catturano Hal e la sua ragazza, Karen. Tom, ripresosi dallo shock, si rende conto di aver lasciato indietro suo figlio e, nel tornare indietro, si trova ad affrontare uno skitter. Dopo averlo sconfitto e tramortito seguendo le istruzioni ricevute da Pope, lo riporta al campo come suo prigioniero con l'intento di sfruttarlo per la ricerca medica. Intanto Mike è corso al campo dove il dottor Harris riesce a togliere al figlio Ricky l'impianto senza ucciderlo. Rimasto con gli alieni Hal vede di nuovo Ben che, però, porta via con sé Karen, lasciando il fratello di fronte agli skitter che, una volta messi in riga dei ragazzi, li fa uccidere da un mech come monito. Il ragazzo, sconvolto, ritrova suo padre al quale racconta tutto facendogli capire che non può salvare Ben senza mettere a rischio tutti gli altri. Nel frattempo Pope è stato liberato allo scopo di farlo diventare il nuovo cuoco della base. Infine Ricky riprende conoscenza.
- Guest star: Bruce Gray (Zio Scott), Dale Dye (Porter), Martin Roach (Mike), Steven Weber (dott. Michael Harris).

## Risveglio
- Titolo originale: Grace
- Diretto da: Fred Toye
- Scritto da: Melinda Hsu Taylor

### Trama
A causa del grande numero di persone il gruppo di Tom viene mandato dal Capitano Weaver in perlustrazione in un negozio di moto per vedere se qualcuna è ancora utilizzabile e, con loro, va anche Pope in veste di guida. Durante la perlustrazione del negozio Pope scappa per andare ad attaccare alcuni alieni che dormivano appesi come pipistrelli nelle vicinanze. Quando gli altri membri del gruppo se ne accorgono ormai è troppo tardi e vengono attaccati da alcuni ragazzi schiavizzati e sono costretti a scappare. Al campo Ricky, il figlio di Mike, si risveglia ma, dopo non aver riconosciuto il padre, ha un contatto mentale con lo skitter prigioniero il quale, comunicando con lui, lo porta a rimettersi l'impianto. Per cercare di capire meglio cosa vogliano gli alieni, Anne prova a comunicare con lui, scontrandosi però con la contrarietà del dottor Harris, che invece vorrebbe ucciderli. La donna però, viene aiutata dal piccolo Matt e dal dottor Glass che scoprono come gli skitter comunichino tra loro mediante frequenze radio e una sorta di radio interna. Inoltre gli uomini per un caso fortuito scoprono che il punto debole degli skitter si trova all'interno della loro bocca e che, una volta toccato, stende gli alieni. Tornati alla base Tom e Hal sono molto affranti per quanto successo durante la spedizione ma, una piccola speranza viene ridata loro durante la cena grazie a Lourdes, una ragazza del campo, ancora molto legata alla sua fede verso Dio.
- Guest star: Bruce Gray (Zio Scott), Martin Roach (Mike), Steven Weber (dott. Harris).

## Una morte annunciata
- Titolo originale: Silent Kill
- Diretto da: Fred Toye
- Scritto da: Joe Weisberg

### Trama
Elaborato un piano per portare in salvo Ben e più ragazzi possibili Tom viene sorpreso dal Capitano Weaver che, visto anche il piano di Hal, decide di assecondare il ragazzo. Mentre si preparano alla spedizione Hal parla con Ricky, ora ripresosi definitivamente, che gli racconta che gli alieni non sono come loro pensano. Giunto il momento di mettersi in moto, accompagnati anche da Maggie, Tom e il suo gruppo si dirigono verso l'ospedale, dove grazie all'impianto preso da Ricky, Hal si confonde tra gli altri ragazzi schiavi. Al campo il dottor Harris si avvicina al prigioniero per sottoporlo a dei test e vessarlo ma, in risposta, lo skitter si ribella e lo uccide, lasciando così tutto l'oneroso compito di salvare i ragazzi che Tom porterà in salvo solo grazie ad Anne. Il piano di Hal riesce, Ben e gli altri ragazzi vengono portati alla base. Anne si occupa di levare gli impianti e riesce a salvare tutti i ragazzi tranne uno, morte che peserà molto sulla dottoressa. Sconvolta dalla perdita la donna si riprende un po' solo quando ascolta il battito del cuore di un nascituro, il primo nel gruppo dall'inizio della guerra. Tom e i figli siedono intorno a Ben, stabile, che improvvisamente si risveglia riconoscendo suo padre.
- Guest star: Bruce Gray (Zio Scott), Steven Weber (dott. Michael Harris).

## Il santuario (1ª parte)
- Titolo originale: Sanctuary (Part 1)
- Diretto da: Sergio Mimica-Gezzan
- Scritto da: Joel Anderson Thompson

### Trama
Terry Clayton della Settima Massachusetts (ormai decimata durante un attacco) arriva alla scuola e avverte il Capitano Weaver e Tom Mason dell'arrivo imminente degli alieni. Clayton suggerisce di attendere la "Terza Massachusetts" che arriverà entro tre giorni al massimo come rinforzo e nell'attesa di organizzarsi per la fuga; nel frattempo convince tutti a trasferire i ragazzi alla loro base oramai sicura. Mason, pur non condividendo l'idea e non fidandosi di Clayton, si lascia convincere e quindi i ragazzi vengono trasferiti. Una volta arrivati a destinazione, Clayton, in cambio di una momentanea pace per il resto della comunità presente alla baita, consegna ragazzini agli skitter che comunicano con lui attraverso una ragazzina di nome Megan a cui hanno inserito l'impianto. Inoltre nello scantinato della casa è tenuto prigioniero Pope.
- Guest star: Henry Czerny (Sergente Terry Clayton), Martin Roach (Mike).

## Il santuario (2ª parte)
- Titolo originale: Sanctuary (Part 2)
- Diretto da: Sergio Mimica-Gezzan
- Scritto da: Melinda Hsu Taylor

### Trama
Pope riesce a fuggire dalla prigionia, liberandosi con un frammento di vetro e scappa nei boschi. Sulla strada ritrova la scorta che aveva accompagnato i ragazzi e che stava tornando alla base uccisa da colpi d'arma da fuoco. Lourdes scopre lo zaino di Eli, un bambino che era fuggito dalla Seconda Massachusetts con la famiglia che era stato consegnato agli skitter da Terry Clayton, e anche Hal nota che le guardie sembrano più tenere d'occhio loro che la strada. Mike decide di indagare, ma viene scoperto da Terry che decide però di spiegargli come stanno le cose per farlo unire a loro. Mike finge di accettare poi però sveglia Hal e gli altri e li fa fuggire rimanendo indietro per coprire la loro ritirata. Mike finirà per essere ucciso da Clayton.
Alla Seconda Massachusetts intanto sono preoccupati perché gli skitter non attaccano, la Terza Massachusetts non arriva e nemmeno la scorta. Tom e Dai vanno in perlustrazione. Il gruppo di ragazzi, guidato da Hal, dopo aver camminato fino all'alba si nasconde in una casa abbandonata per riposare. Ben si propone di andare a chiamare aiuto andando da solo alla Seconda Massachusetts e Hal si fa convincere. Il ragazzo incontra il padre sulla strada e racconta l'accaduto. Mentre Dai riporta il ragazzo alla base, Tom va incontro ai ragazzi. Terry Clayton e il suo gruppo rintracciano i ragazzi e assediano la casa per stanarli. Ad aiutare Hal giunge Pope dai boschi e subito dietro di lui arriva anche Tom. Quest'ultimo, capendo che gli avversari sono troppi, finge di aver ucciso Pope e si arrende. Clayton decide di prenderlo come prigioniero quando gli comunica che sta arrivando il Colonnello Porter coi suoi uomini per usarlo come ostaggio di scambio. Tom fa uscire i ragazzi dalla casa e il gruppo di Terry Clayton li riporta alla baita. Lì sono però appostati ad attenderli gli uomini della Seconda Massachusetts che uccidono Clayton e alcuni degli altri facendo arrendere i rimanenti. Tutti possono tornare alla scuola usata come quartier generale tranne gli abitanti del Santuario e gli uomini di Clayton, che vengono disarmati e abbandonati al proprio destino.
Al funerale di Mike, Rick dice di non comprendere come quelli che non sono come loro si ammazzino a vicenda. Quando Ben gli chiede chi intenda con "non come loro", Rick spiega che parla degli umani.
- Guest star: Henry Czerny (Sergente Terry Clayton), Martin Roach (Mike).

## Cosa si nasconde sotto
- Titolo originale: What Hides Beneath
- Diretto da: Anthony Hemingway
- Scritto da: Mark Verheiden

### Trama
Il colonnello Porter, tornato alla Seconda Massachusetts, conferma la perdita della Settima e di aver perso i contatti con la Quarta e la Quinta. Inoltre sembra che gli skitter si stiano ritirando nella struttura di Boston, quindi propone un attacco per tentare di distruggere la struttura. Pope dimostra di avere esperienza con gli esplosivi e viene incaricato della loro fabbricazione. Il Capitano Weaver ordina a Tom di esplorare l'area e si unisce a lui e a Hal. Dal punto d'osservazione scoprono la presenza di un'altra specie di alieni: alta, magra, di colore grigiastro e di forma umanoide. Sulla strada del ritorno s'imbattono in una donna che vive da sola in zona, mentre Tom e Hal entrano in casa sua per farsi dare informazioni, Weaver si allontana in moto verso la sua vecchia casa.
Anne, visitando Ben, viene colta da un dubbio: insieme a Lourdes fa l'autopsia di uno skitter e al suo interno trova un impianto dello stesso tipo di quelli con cui vengono schiavizzati i ragazzi umani e giunge alla conclusione che in passato gli skitter siano stati qualcos'altro ora comandati come pedine dagli alieni grigi.
Nel frattempo Tom e Hal raggiungono Weaver fino a quella che era casa sua. Lì il capitano confessa a Tom la sua storia: sua moglie e sua figlia maggiore si erano rifugiate in un edificio distrutto dai mech, mentre sua figlia minore era stata soggiogata. Dopo aver salvato quest'ultima aveva tentato di staccargli l'impianto, ma non riuscendoci l'aveva uccisa. Il capitano non se la sente quindi più di combattere senza un motivo che non sia la vendetta. Un mech attacca improvvisamente i tre, ma riescono a distruggerlo grazie all'improvvisa ritrovata grinta di Weaver. I tre capiscono che la donna incontrata era una spia e tornano da lei per aspettare gli alieni. Uno degli alieni grigi arriva davanti alla sua porta insieme a Karen, soggiogata come gli altri, ma Tom convince il figlio a non intervenire perché non sanno quanti alieni ci siano intorno. I tre lasciano la donna e tornano alla base con le informazioni e quando Tom chiede a Weaver come mai abbia ritrovato la voglia di combattere, lui racconta di aver ritrovato gli occhiali di sua figlia maggiore in casa, l'ultima volta non presenti, e che quindi potrebbe essere ancora viva.
Pope intanto, sperimentando con la lega di metallo che ricopre i mech, capisce che rivestendo i proiettili con questa si possono creare munizioni in grado di perforare la corazza aliena.
- Guest star: Bruce Gray (Zio Scott), Dale Dye (Porter), Blair Brown (Sonya Rankin).

## L'ammutinamento
- Titolo originale: Mutiny
- Diretto da: Holly Dale
- Scritto da: Joe Weisberg

### Trama
La rinnovata fiducia accordata dal gruppo a Pope è legata al fatto che si sia rivelato un affidabile esperto di esplosivi. Viene così messo a lavorare nel laboratorio di Scott e, dopo il rivestimento per i proiettili in grado di perforare i Mech, si occupa della fabbricazione delle bombe da usare nell'attacco alla struttura aliena al centro di Boston. Il capitano Weaver decide di procedere con il piano nonostante Tom Mason cerchi di temporeggiare temendo che il comandante sia dipendente dai farmaci e quindi non capace di dirigere l'attacco. Weaver fa imprigionare Tom che, dopo essere evaso con l'aiuto di Margaret, Hal e Jimmy, riesce a far ragionare l'uomo. Si decide di effettuare comunque l'attacco, ma solo con l'aiuto di volontari consapevoli del fatto che non si hanno più notizie né del Colonnello Porter né della Quarta e della Quinta Massachusetts.
- Guest star: Bruce Gray (Zio Scott), Diego Klattenhoff (Sergente Danner).

## Otto ore
- Titolo originale: Eight Hours
- Diretto da: Greg Beeman
- Scritto da: Mark Verheiden

### Trama
Mentre il Capitano Weaver avanza verso la struttura, Rick sabota l'attrezzatura che Scott e Ben volevano usare per disturbare il segnale degli skitter e scappa per tornare a essere uno di loro. Lungo il cammino incontra Megan, la ragazza con l'impianto che manteneva i contatti con Terry Clayton, e le rivela dove si trova la scuola nella quale si rifugia la Seconda Massachusetts e le strategie del Capitano Weaver. Nonostante l'aiuto gli skitter non riprendono Ricky e Tom lo ritrova confuso, abbandonato e spaesato non sentendosi più parte né degli umani né degli alieni. Tom decide di far evacuare i civili attraverso i tunnel e rimane con alcuni combattenti a difendere la scuola per guadagnare tempo. Hal riceve l'ordine da Weaver di tornare alla scuola per avvisare che la quarta e la quinta Massachusetts non si sono fatte vive, ma lui e gli altri tenteranno lo stesso l'attacco.
Alla scuola Tom e la truppa, utilizzando quasi tutti i nuovi proiettili, riescono ad abbattere un Mech, ma ne arrivano altri. Con l'aiuto di Ben, Scott trova la frequenza a cui trasmettono gli alieni e amplifica il segnale usando l'asta della bandiera come antenna. Questo provoca sia la ritirata dei Mech che quella degli alieni alla base di Boston.
Quando Hal arriva alla scuola fa rapporto a Tom che decide di partire per Boston per aiutare il Capitano; una volta giunto lì trova Antony, un soldato ferito, e Pope e ordina a quest'ultimo di tornare alla scuola portando con sé Antony. Poi, con un lanciarazzi potenziato col materiale di rivestimento dei Mech lasciatogli da Pope, parte alla ricerca di Weaver. Quando lo trova decide di usare il lanciarazzi contro una navicella che, colpita, precipita sulla struttura aliena esplodendo.
Durante il ritorno a casa i due incontrano Karen e, subito dopo, una navicella atterra davanti a loro. Da questa esce un alieno che, attraverso Karen, chiede a Tom di andare con loro altrimenti si sarebbero ripresi Ben. Tom, per tenere al sicuro il figlio, accetta di andare con loro.
- Guest star: Bruce Gray (Zio Scott).